# 戰鬥之魂 Burning Soul
《戰鬥之魂 Burning Soul》，為Battle Spirits的動畫第七季。由2015年4月1日於東京電視台播放。

## 概要
Battle Spirits系列第7作，接档2013年9月22日-2014年9月21日放送的最強銀河 究極ZERO Battle Spirits，后接2016年4月6日播出的Battle Spirits Double Drive。
本作的原型为日本战国时代，以日本全国各地群雄割据的背景为世界观。相较于简略描写对战过程的《最强银河究极zero》，这作加重了对战教学成分，以达到让初学者也能理解的目的。
《最强JUMP》同时进行同名漫画的连载。不过与动画的战国背景不同，是异世界的对战。

## 故事大概
在近未来的某个时代，有着超高人气的卡片游戏「Battle Spirits」（后简称为BS）经由IBSA所开发的虚拟对战系统的普及，迎来了鼎盛时期。全国群雄割据，百家争鸣，此乃当世之「BS战国时代」。
一位名为晓佐助的少年以成为BS最强为目标，在向统治了东武藏的炎组进行挑战后惨遭完败。就在这时，无人知晓其名号的S级武者・烈火幸村和黑田环奈打起了天下布武的旗号，出现在了此地。他以统一BS的天下为目标，逐一迎战炎组的炎利家、群青组的群青早云、以及宝绿院兼续的故事开始了。

## 外部連結
- 電視動畫「戰鬥之魂 Burning Soul」BN Pictures官方網頁 （页面存档备份，存于）（日語）
- 電視動畫「戰鬥之魂 Burning Soul」東京電視台節目情報網頁 （页面存档备份，存于）（日語）
- Battle Spirits動畫公式的X（前Twitter）